# Melkwezer
Melkwezer is een deelgemeente van Linter. Melkwezer was een zelfstandige gemeente tot aan de gemeentelijke herindeling van 1971.

## Toponymie
Wezer, nu Melkwezer, is een voorhistorische waternaam. De oudste vormen zijn Wiser (1185) en apud Wesere (1229). Archivarissen verwarren soms documenten over Wezeren, deelgemeente van Landen, met die over Melkwezer. Melkwezer heette in 1645 ook Wezeren brabant tegenover Walswezeren Luyxs.
Riviernamen als Demer, Dender, IJzer, Itter, Roer, zijn met een r-suffix afgeleid van een wortel. Voor Wezer kunnen we uitgaan van de wortel *wes-, met de betekenis nat of vochtig. Tot dit betekenisveld horen woorden als wase (slik, modder, drassig land) en whisky (letterlijk levenswater). Wezer betekent dan zoveel als de modderige (beek) of het drassige (land), of gewoon het water.
De oudste vormen met Melk- (tot heden): 1675 Melcqweser onder Leeuwe, 1703 melckwesere, 1711 Melckwezer, enz. De betekenis van Melk is duidelijk. Melk verwijst naar de talrijke weiden die Wezer rijk is en waarheen ook een Melkweg leidt. Er bestaat ook een volkse uitleg. Keizer Karel V die er eens op jacht was, vroeg wat water om zijn honden te drenken. De inwoners brachten hem melk. Getroffen door zulk een blijk van genegenheid besloot de keizer dat, als herinnering aan dit feit, het dorp voortaan Melk-Wezer zou genoemd worden.
Het toponiem kan dan ook verklaard worden als Melk uit vochtig gebied.

## Geschiedenis
De oude gemeente Melkwezer grensde in het noorden aan Neerlinter en Drieslinter, in het oosten aan Helen-Bos, in het zuiden aan Orsmaal-Gussenhoven en aan de westzijde aan Wommersom. In 1383 werd Wezer (nu Melkwezer), samen met Orsmaal, bij Zoutleeuw gevoegd. De Fransen maakten de dorpen in 1795 opnieuw zelfstandig. Het Koninklijk Besluit van 21 augustus 1826 maakte van Orsmaal en Gussenhoven één gemeente. De 2 verenigde dorpen vormden in 1971 samen met Melkwezer, Neerhespen en Overhespen, de nieuwe gemeente Orsmaal. In hetzelfde jaar ontstond de (kleine) gemeente Linter, door samenvoeging van Drieslinter en Neerlinter. In 1977 ontstond ten slotte de nieuwe, grotere gemeente Linter, met de reeds genoemde gemeenten en Wommersom.

## Bezienswaardigheden
- De Sint-Pancratiuskerk

## Natuur en landschap
Melkwezer ligt in Hageland en droog-Haspengouw op een hoogte van 30-60 meter. De plaats ligt op de waterscheiding tussen de Grote Gete en de Kleine Gete.

## Demografische ontwikkeling
- Bronnen:NIS, Opm:1831 tot en met 1970=volkstellingen

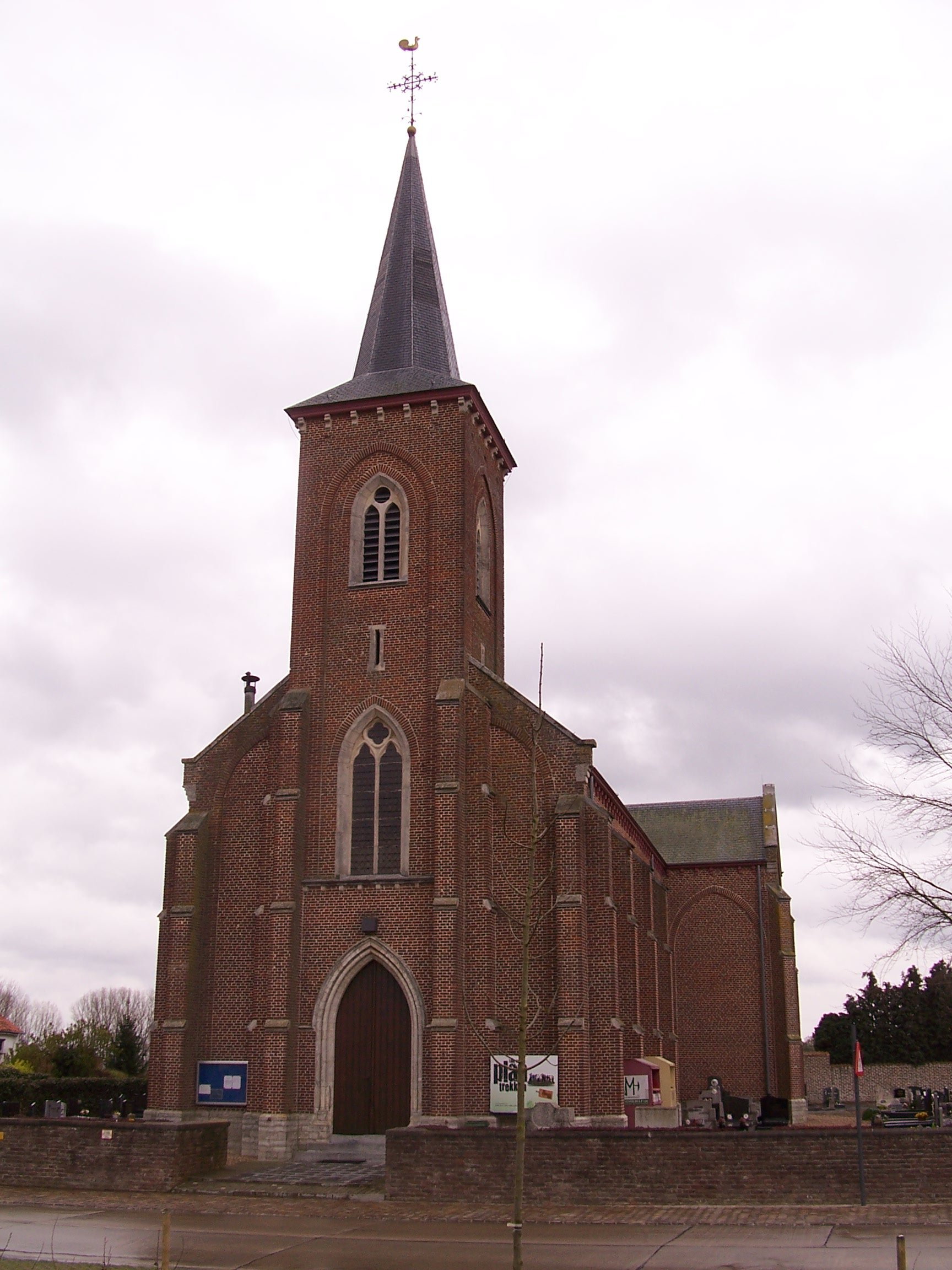
De kerk van Melkwezer.

## Nabijgelegen kernen
Drieslinter, Helen-Bos, Orsmaal, Wommersom
Deelgemeenten: Drieslinter · Melkwezer · Neerhespen · Neerlinter · Orsmaal-Gussenhoven · Overhespen · Wommersom

Belgische gemeenten · Arrondissement Leuven · Vlaams-Brabant · Vlaanderen